# ویکتور ال تامست

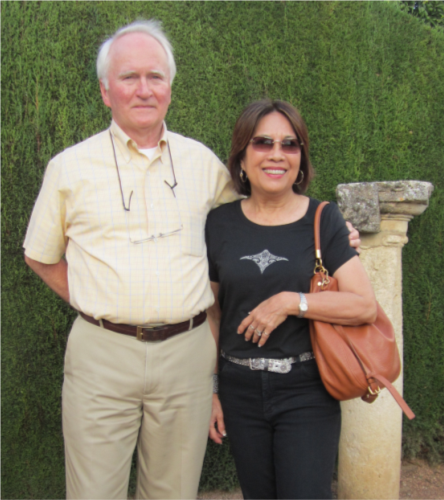
ویکتور ال تامست در کنار همسرش

ویکتور ال تامست (متولد ۱۴ آوریل ۱۹۴۱) دیپلمات سابق آمریکایی و سفیر ایالات متحده (۱۹۹۶–۱۹۹۳) در لائوس است. وی نایب رئیس مأموریت در تهران، ایران بود و از جمله آمریکایی‌هایی بود که از سال ۱۹۷۹ تا ۱۹۸۱ توسط ایرانیان به گروگان گرفته شد.

## زندگی شخصی
تومست در یوجین، متولد شد اورگان، پسر هرسی اف و لیلا I. (توت Currant) تومست. وی با والاپا شارونراث متولد تایلند ازدواج کرده و این زوج دارای دو فرزند هستند. وی در سال ۱۹۶۳ با مدرک لیسانس در رشته تاریخ از دانشگاه اورگان فارغ‌التحصیل شد و در سال ۱۹۶۶ از دانشگاه میشیگان مدرک کارشناسی ارشد را دریافت کرد. وی همچنین در سال ۱۹۷۳ در دانشگاه کورنل حضور یافت. تامست در سالهای ۱۹۶۴–۱۹۶۵ داوطلب سپاه صلح در نپال بود.

## وزارت امور خارجه
تومست از سال ۱۹۶۶ تا ۱۹۹۶ توسط وزارت امور خارجه ایالات متحده استخدام شده بود. وی در خارج از کشور در تایلند، ایران، سریلانکا و لائوس فعالیت کرد. وی در نوامبر ۱۹۹۳ به عنوان سفیر ایالات متحده در لائوس منصوب شد و تا اوت ۱۹۹۶ فعالیت کرد.

## بحران گروگان‌گیری در ایران
تومست از سال ۱۹۷۶ تا ۱۹۷۹ به عنوان کنسول آمریکا در شیراز، ایران فعالیت کرد و هنگامی که کارمندان آمریکایی سفارت توسط دانشجویان ایرانی در ۴ نوامبر سال ۱۹۷۹ به گروگان گرفته شدند، معاون رئیس سفارت آمریکا در ایران بود. هنگامی که دانشجویان به سفارت حمله کردند، تومست، سفیر بروس لاینگن و افسر امنیتی مایک هاولند در وزارت خارجه ایران بودند. آنها در طی مدت زمان بحران در وزارت امور خارجه در حبس خانگی بودند. در ابتدا با آنها به عنوان دیپلمات رفتار می‌شد و می‌توانستند با واشینگتن و جهان ارتباط برقرار کنند. بعداً، رفتار آنها بدتر شد و آنها در مکان زندگی شان حبس شدند.
در روزهای ابتدایی زندانی شدنشان، تومست با تلفن همراه با آشپز تایلندی خود در تهران، سامچای سریواون صحبت کرد. تامست به زبان تایلندی صحبت کرد که اسیرکنندگان ایرانی از آن سر درنمی‌آوردند، از سامچای خواست که پنج آمریکایی را که از سفارت فرار کرده بودند پنهان کند. سامچای ترتیبی داد تا آمریکایی‌ها در سفارت کانادا پناه بگیرند و در آنچه Caper کانادا نامیده می‌شد، پنج بعلاوه یک دیپلمات آمریکایی اضافی برای فرار از کشور در ۲۷ ژانویه ۱۹۸۰ کمک شدند. این اتفاق بعداً در فیلم آرگو نمایشی شد.